# Maks Andreyevich Reyter
Maks Andreyevich Reyter (tiếng Nga: Макс Андреевич Рейтер, tiếng Latvia: Mārtiņš Reiters; 24 tháng 4 năm 1886 [lịch cũ 12 tháng 4] - 6 tháng 4 năm 1950)  là một sĩ quan Quân đội Đế quốc Nga và tướng lĩnh Liên Xô gốc Latvia.

## Tiểu sử
Reyter sinh năm 1886, trong một gia đình với cha mẹ là nông dân người Latvia ở Sirgen, Kreis Windau, Courland, Đế quốc Nga (nay thuộc Ziras, Ventsphils, Latvia).
Năm 1906, Reyter tình nguyện nhập ngũ vào Quân đội Hoàng gia Nga. Ông tốt nghiệp trường quân sự Irkutsk năm 1910. Trong Thế chiến thứ nhất, ông chỉ huy cấp đại đội, tiểu đoàn ở Phương diện quân Kavkaz và là một sĩ quan tham mưu ở Mặt trận phía Tây. Thăng đến cấp Đại tá Quân đội Nga, khi Quân đội Đức tiến công vào năm 1917-1918, Reyter bị quân Đức bắt ở mặt trận và đưa đến một trại tù binh ở Đông Phổ vào tháng 2 năm 1918.
Sau khi trở về Nga, Reyter đứng về phía những người Bolshevik. Ông gia nhập Hồng quân năm 1919.
Trong Nội chiến Nga, ông chiến đấu trong Phương diện quân Bắc với tư cách là phụ tá chỉ huy trung đoàn, thăng dần lên trợ lý trung đoàn trưởng rồi trung đoàn trưởng. Năm 1920, ông chiến đấu trong cuộc chiến Ba Lan-Liên Xô. Ông tham gia vào cuộc đàn áp cuộc nổi dậy Kronstadt năm 1921. Là chỉ huy trung đoàn 97, ông được trao tặng Huân chương Cờ đỏ đầu tiên. Năm 1921, với tư cách là Lữ đoàn tưởng Lữ đoàn súng trường, sau đó là trợ lý chỉ huy Sư đoàn bộ binh 11 năm 1922 và được trao tặng Huân chương Cờ đỏ thứ hai. Reyter gia nhập Đảng Bolshevik năm 1922.
Từ năm 1924 đến 1929, ông là chỉ huy Sư đoàn bộ binh 2 Priamurskoj và sau đó là Sư đoàn bộ binh 30. Năm 1929, ông tham gia xung đột đường sắt Hoa-Đông với lực lượng quân đội Trung Hoa Dân quốc của Trương Học Lương. Năm 1932, ông được bổ nhiệm làm chỉ huy Sư đoàn Bộ binh 73 của Quân khu Siberia. Ông công tác tại Bộ Tổng tham mưu sau khi tốt nghiệp Học viện quân sự Frunze vào tháng 11 năm 1935. Ông từng là lãnh đạo Ban 3, Cục quản lý huấn luyện chiến đấu Hồng quân từ năm 1936 đến 1939. Từ tháng 1 năm 1940, ông là Trợ lý Chỉ huy Quân khu Bắc Kavkaz, sau đó là Phó Tư lệnh và thăng cấp Trung tướng vào tháng 7 năm 1940.
Khi phát xít Đức phát động Chiến dịch Barbarossa, Reyter được điều động làm phó chỉ huy hậu phương của Phương diện quân Trung tâm và Bryansk từ tháng 8 đến tháng 12 năm 1941, trợ lý chỉ huy Phương diện quân Tây từ tháng 2 đến tháng 3 năm 1942, và chỉ huy Tập đoàn quân 20 của Phương diện quân Tây từ tháng 3 đến tháng 9 năm 1942.
Reyter lần lượt giữ các chức vụ chỉ huy Phương diện quân Bryansk từ 28 tháng 9 năm 1942 cho đến ngày 12 tháng 3 năm 1943, Phương diện quân Dự bị từ ngày 12-23 tháng 3 năm 1943, Phương diện quân Kursk từ ngày 23-27 tháng 3 năm 1943, Phương diện quân Orlov ngày 27-28 tháng 3 năm 1943, và Phương diện quân Bryansk từ ngày 28 tháng 3 đến 6 tháng 5 năm 1943.
Reyter được thăng cấp lên Thượng tướng tháng 1 năm 1943. Ông là phó chỉ huy Phương diện quân Voronezh từ tháng 8 đến tháng 9 năm 1943, và là chỉ huy Quân khu Nam Ural từ tháng 9 năm 1943 đến tháng 7 năm 1945.
Ông lãnh đạo khóa học sĩ quan cao cấp Vystrel (Выстрел, tiếng Nga: bắn) của Quân đội Liên Xô từ năm 1946 đến tháng 1 năm 1950.
Ông qua đời tại Moskva vào ngày 6 tháng 3 năm 1950.

## Huân chương
- Huân chương Lenin (21.02.1945)
- 4 Huân chương Cờ đỏ (31.12.1921, 10.03.1922, 3.11.1944,...)
- Huân chương Suvorov hạng 1 (14.02.1943)

## Lược sử quân hàm
- Sư đoàn trưởng (комдив) - 17 tháng 2 năm 1936
- Trung tướng (генерал-лейтенант) - 4 tháng 6 năm 1940
- Thượng tướng (генерал-полковник) - 30 tháng 1 năm 1943